# 超统构足球II
《超统构足球II》是一款由Human Entertainment公司制作和发行的足球类电子游戏。游戏于1993年6月11日在日本地区超级任天堂发行。
本游戏为足球类游戏，游戏包含友谊赛和巡回赛。相比前作，本游戏增加了4人组足球赛。此外本游戏使用密码作为下次继续比赛的方式，取代了前作使用电池保存记录。